# Hyposidra albibasis
Hyposidra albibasis là một loài bướm đêm trong họ Geometridae.